# Jesse Colburn
Jesse Colburn, född 5 maj 1981 i Ajax i Ontario, är en kanadensisk gitarrist. Han har spelat tillsammans med Avril Lavigne (2002-2003) och i Closet Monster (-2005).